# Conamblys
Conamblys is een kevergeslacht uit de familie van de boktorren (Cerambycidae). De wetenschappelijke naam van het geslacht werd voor het eerst geldig gepubliceerd in 1922 door Schmidt.

## Soorten
Conamblys omvat de volgende soorten:
- Conamblys splendens Lepesme, 1953
- Conamblys albitarsis (Hintz, 1919)
- Conamblys auratus Schmidt, 1922
- Conamblys brevis (Jordan, 1894)
- Conamblys caesarius Schmidt, 1922
- Conamblys callewaerti Burgeon, 1931
- Conamblys glaber (Jordan, 1894)
- Conamblys latus (Quedenfeldt, 1882)
- Conamblys nitidissimus Burgeon, 1931
- Conamblys punctatissimus Schmidt, 1922
- Conamblys spinicornis Juhel, 2013